# Emmanouíl Pappás (dème)
Pour les articles homonymes, voir Pappas.
Emmanouíl Pappás (en grec : Εμμανουήλ Παππάς) est un dème situé dans la périphérie de Macédoine-Centrale en Grèce. Le dème actuel est issu de la fusion en 2011 entre les dèmes d'Emmanouil Pappas et de Strymóna.
Dans la région, les Darnakochória constituent une aire linguistique particulière.